# Bibimys
Bibimys (Massoia, 1979) è un genere di roditori della famiglia dei Cricetidae.

## Descrizione

### Dimensioni
Al genere Bibimys appartengono roditori di piccole dimensioni, con lunghezza della testa e del corpo tra 76 e 107 mm, la lunghezza della coda tra 65 e 85 mm e un peso fino a 40 g.

### Caratteristiche craniche e dentarie
Il cranio è robusto e tondeggiante. Le ossa pre-mascellari sono ben sviluppate e formano una placca anteriore appena sopra gli incisivi. La regione inter-orbitale è rettangolare, la scatola cranica è rigonfia. I fori palatali sono grandi, il palato è lungo. Gli incisivi superiori sono opistodonti, ovvero con le punte rivolte verso l'interno, i molari hanno la corona alta.
Sono caratterizzati dalla seguente formula dentaria:

### Aspetto
La pelliccia è lunga, soffice e densa, le parti dorsali variano dal giallo-brunastro al bruno-olivastro, mentre le parti ventrali sono biancastre o color crema. La parte anteriore del muso, appena sotto le narici fino alla bocca è vistosamente rigonfia, rossastra e ricoperta di cortissime setole biancastre. Le vibrisse sono brunastre con l'estremità bianca. Le orecchie sono piccole, rotonde e finemente rivestite di peli. Il dorso delle zampe anteriori è ricoperto di peli biancastri, il pollice è munito di un artiglio fortemente ridotto e il palmo è provvisto di cinque cuscinetti carnosi. I piedi sono rosati con dei ciuffi biancastri alla base di ogni artiglio il quale è ben sviluppato, quello dell'alluce è lungo circa la metà degli altri. Le piante dei piedi hanno sei cuscinetti carnosi. La coda è scura sopra e più chiara sotto. Le femmine hanno almeno un paio di mammelle situate vicino alla vagina, una condizione unica tra i Sigmodontini. È presente la cistifellea.

## Distribuzione
Il genere è diffuso nel Brasile meridionale, nel Paraguay orientale e nell'Argentina nord-orientale.

## Tassonomia
Il genere comprende 3 specie:
- Bibimys chacoensis
- Bibimys labiosus
- Bibimys torresi